# جائزة فرنسا الكبرى 1970
جائزة فرنسا الكبرى 1970 هو سباق فورمولا 1 أقيم بتاريخ 5 يوليو 1970 في كليرمون فيران، أوفرن، فرنسا. كان السادس من أصل 13 في بطولة العالم لسباقات الفورمولا واحد موسم 1970.